# Șerban Ioan

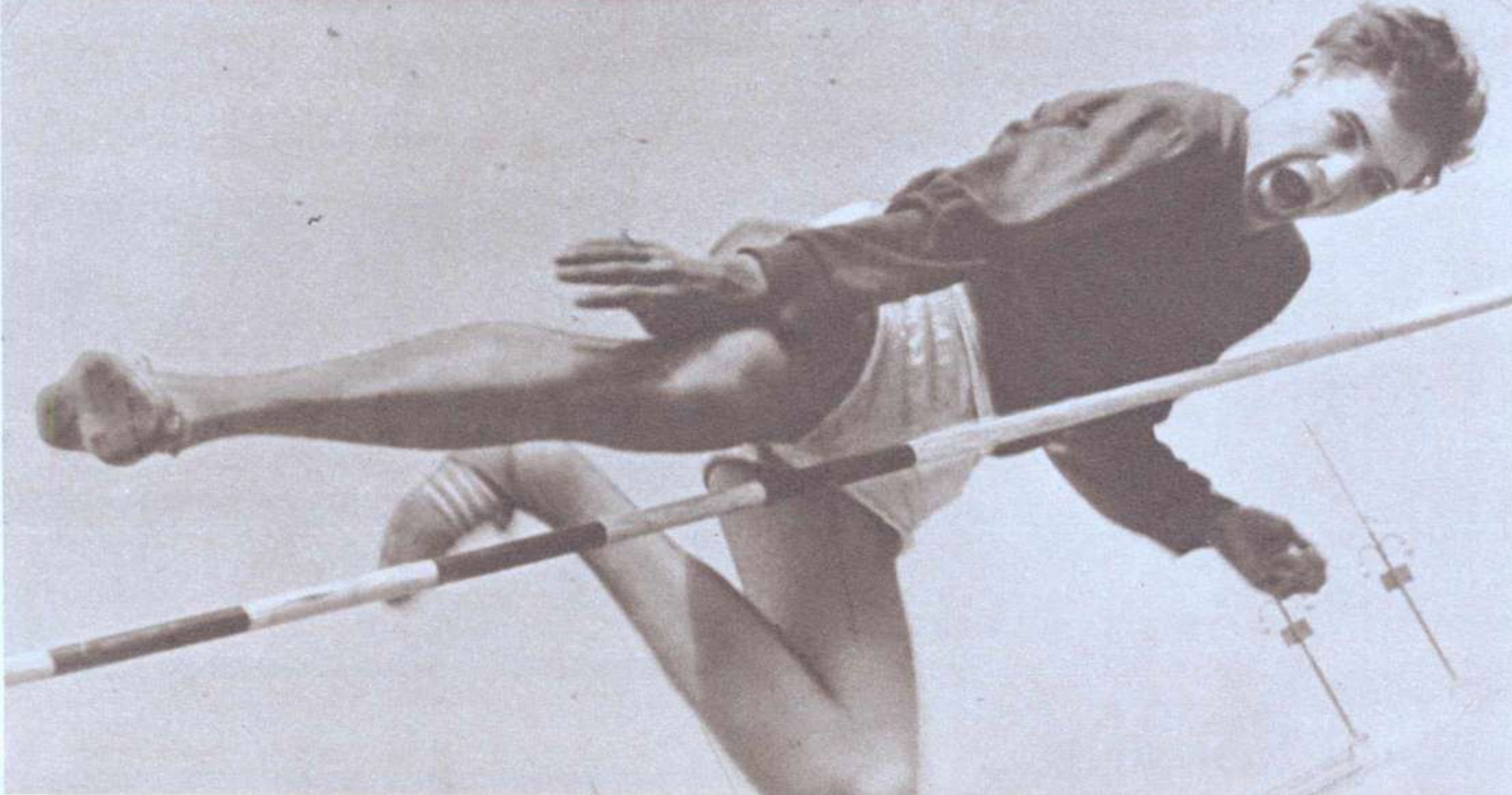
În 1967

Șerban Ioan (n. 2 mai 1948, București, România) este un fost atlet român, specializat în proba de săritură în înălțime.

## Carieră
Sportivul este multiplu campion național și balcanic. Prima lui performanță notabilă a fost locul șapte la Jocurile Europene de Juniori din 1964. La Jocurile Europene în sală din 1969 a cucerit medalia de bronz.
În anul 1970 a obținut medalia de bronz la prima ediție a Campionatului European în sală de la Viena. Tot în acel an a câstigat din nou bronzul la Universiada de la Torino. În 1972 a participat la Jocurile Olimpice de la München unde s-a clasat pe locul 16.
Șerban Ioan a fost căsătorit cu atleta Virginia Bonci-Ioan, participantă la Jocurile Olimpice din 1968. În 2004 el a primit Medalia „Meritul Sportiv” clasa I.

## Realizări
| An   | Competiție                   | Locație             | Loc | Note |
| ---- | ---------------------------- | ------------------- | --- | ---- |
| 1964 | Jocurile Europene de Juniori | Varșovia, Polonia   | 7   | 1,95 |
| 1968 | Jocurile Europene în sală    | Madrid, Spania      | 16  | 2,05 |
| 1969 | Jocurile Europene în sală    | Belgrad, Iugoslavia | 3   | 2,14 |
| 1969 | Campionatul European         | Atena, Grecia       | 13  | 2,08 |
| 1970 | Campionatul European în sală | Viena, Austria      | 3   | 2,17 |
| 1970 | Universiada                  | Torino, Universiada | 3   | 2,15 |
| 1972 | Jocurile Olimpice            | München, Germania   | 16  | 2,10 |
| 1974 | Campionatul European în sală | Göteborg, Suedia    | 17  | 2,10 |

## Recorduri personale
| Probă                        | Performanță | Dată              | Locație   |
| ---------------------------- | ----------- | ----------------- | --------- |
| Săritură în înălțime         | 2,17 m      | 8 iulie 1972      | București |
| Săritură în înălțime în sală | 2,18 m      | 23 februarie 1974 | București |